# Суђење Милу Будаку
Суђење Милу Будаку било је једнодневно суђење Милу Будаку и низу других чланова Владе НДХ за велеиздају и ратне злочине 6. јуна 1945. у Загребу. Суђење је водио Војни суд Друге армије ЈА.

## Привођење
Након евакуације Независне Државе Хрватске у Аустрију, неколико оптужених су Британци ухапсили у својој окупационој зони у Аустрији. Они су потом држани у логору Шпитал. Британци су 17. маја из Шпитала послали Николу Мандића, Јулија Маканеца и Павла Цанкија у воз који је кренуо за Загреб. На путу су им се придружили Никола Штајнфел и Миле Будак.

## Оптужени
1. Миле Будак – министар просвете (1941), министар иностраних дела (1943)
2. Павао Цанки - министар правде и вера (1943-1945)
3. Јулије Маканец - министар просвете (1943-1945)
4. Никола Мандић - премијер (1943-1945)
5. Адемага Мешић – доглавник
6. Лавослав Милић – генерал
7. Бруно Нардели - гувернер
8. Јурај Рукавина – усташки пуковник
9. Никола Штајнфел - министар оружаних снага (1944-1945)
10. Иван Видњевић – правник

## Осуђени
- Погубљени 7. јуна 1945:

1. Миле Будак
2. Павао Цанки
3. Јулије Маканец
4. Никола Мандић
5. Никола Штајнфел
6. Јурај Рукавина
7. Иван Видњевић

- Доживотна робија:

1. Адемага Мешић (умро у Старој Градишки 1945. године)

- Двадесет година затвора:

1. Лавослав Милић
2. Бруно Нардели